# 불가리아의 코로나19 범유행
다음은 불가리아에서의 코로나바이러스감염증-19 유행에 관한 설명이다.

## 경과
2020년 3월 8일
신규확진자 4명
불가리아에서 처음으로 코로나바이러스 확진자 4명이 동시에 공개되었다. 플레벤(Pleven)에서 1번 확진자(27세, 남), 3번 확진자(61세, 남, 기저질환자로 플레벤 대학병원에서 1번 확진자와 접촉)가 발생했다. 다른 한편 가브로보(Gabrovo)에서는 폐렴을 앓던 75세 여성이 2번 확진자로 판명되었고, 이어서 2번 확진자가 방문한 병원에 근무하는 간호사가 4번 확진자로 판명되었다.
이에 해당 병원은 코호트 조치되었고 관련 방문 환자 등도 14일간 자가격리에 들어가고, 발생 지역에 한해서만 유치원, 학교 등 휴교령이 내려졌고 문화, 스포츠 행사 등을 중지시켰다. 발생지역이 아닌 다른 모든 지역에 대해서는, 영화관 포함 대중 다수가 모이는 모든 행사를 중지하되, 스포츠 경기는 관중이 없이 진행하며, 특히 어린이 참석 행사는 전면 금지해 달라고 발표했다.
3월 10일
신규확진자 2명, 누적확진자 6명.
전국적으로 검사를 받은 사람은 225명이고 이들 가운데 불가리아의 수도 소피아특별시(Sofia)에서 5번, 6번 확진자가 발생했다. 이들은 각각 66세 여성, 74세 남성으로 부부였다.  남성은 원래 폐 질병 전력이 있었고, 여성은 심장 질환으로 수술도 받은 적이 있는데,  두 명 모두 급성으로 숨이 찬 증상을 보여 병원을 방문했는데, 그 결과 코로나바이러스에 감염된 것으로 밝혀졌다. 여성은 방문시 이미 양쪽 폐에 페렴이 있다고 진단되었고 위중한 상태였다. 이들이 접촉한 89명에 대해 추적하여 검사를 실시하고 격리조치 한다고 발표했다.
3월 11일
신규확진자 1명, 누적확진자 7명(사망 1명)
7번 확진자(62세, 여)는 소피아특별시 시립 병원에서 근무하는 의료진으로 2월 22일부터 유급휴가를 사용하면서 영국 및 스페인에서 의술학술대회에 참가하고 불가리아로 돌아온 후에 증상을 보였다. 이날, 5번 확진자가 사망했다.
확진자 발생후 보건부가 두 번째로 조치를 발표(장관령)한다. 주요 내용은 확진자 발생 지역과 미발생 지역을 나누어 놓았으나 의료기관 관련 통제 내용이 강화된 것 외에는 큰 차이가 없고 공통된 주요 내용은 아래와 같다.
- 의료기관 내에서 전염을 막기 위한 철저한 관리
- 교육기관은 외부인 출입을 일체 금하며, 유증상자가 있으면 출석하지 않도록 할 것
- 영화 상영장 포함 실내행사는 최대 250명으로 제한하고 관객간 최소 1미터 거리 확보
- 고용주는 소독, 환기 등 업무 환경 위생을 확보해 줄 것

3월 12일
신규확진자 16명, 누적확진자 23명(사망 1명)
보이코 보리소프 총리는 비상회의를 소집했다. 이때 보고된 바에 의하면,
불가리아에는 53,173개의 병상이 있고 그 가운데 중환자 병상은 2,063개이다. 병상 수는 인구 십 만명 당 약 760개이로 이는 EU기준 십 만 명당 504.3명을 초과하는 수준이다. 집중치료가 가능한 병원은 21개소인 것으로 보고되었다.
3월 13일
신규확진자 8명, 누적확진자 31명(사망 1명)
예외적으로 보리소프 총리가 오전에 국회를 직접 방문하고 담화를 한 결과, 국회의원 201명의 찬성으로 비상상태를 선포(3.13일-4.13일)한다. 이에 따른 법안도 국회에 상정된다. 확진자 수가 갑자기 증가한 가장 큰 이유가 격리 규칙을 어기고 돌아다닌 사람들 때문이고 이에 더 엄중한 조치가 필요하다는 방역대책본부의 호소의 설득력에 힘입어, 여, 야 가리지 않고 한 목소리로 신속하게 처리될 수 있었다.
보건부 장관령으로 즉시 아래와 같은 조치가 취해졌다.
- 유흥업소, 도박장, 클럽, 바, 레스토랑, 패스트푸드점, 카페, 대형쇼핑몰(그 안에 은행, 보험사, 식료품, 약국은 예외) 영업 금지 - 레스토랑 및 패스트푸드점은 엄격한 위생을 유지하는 조건하에 배달 주문만 허용
- 대학교, 초중고등 학교 및 여타 교육 기관의 수업 및 방과후 활동 중지(특별활동, 야외 수업, 수학 여행 등) - 온라인 수업으로 대체
- 유치원 폐쇄
- 연령에 상관없이, 또한 주최자가 개인이든지 법인이든지 상관 없이 모든 단체 활동 금지
- 스포츠, 문화, 과학, 영화, 연극, 콘서트, 박물관, 학술대회, 심포지움, 스파 센터, 헬스 클럽 등 중지
- 고용주는 가능한 온라인 근무를 허용해 주되, 불가능한 경우는 업무 환경 위생을 철저하게 관리

또한 방역 관계기관의 지침 및 격리조치 위반시 그에 대한 처벌을 강화하기 위해서 국회는 형법의 2개 조항 을 수정하고 초고속으로 통과시키고 발표하였다. 이에 따르면, 방역을 위한 법규나 규정 위반시에는 최고 징역 3년형 및 1000~10000레바(BGN)의 벌금형을 처할 수 있으며, 특히 감염병유행(에피데믹), 감염병세계유행(판데믹), 또는 비상사태시에 적발되는 경우에는 최고 징역 5년형 및 100000~50000레바의 벌금형에 처할 수 있다.
3월 14일
신규확진자10명, 누적확진자 41명(사망 2명)
사망한 5번 확진자의 남편, 즉 6번 확진자가 사망했다.
3월 15일
신규확진자 10명, 누적확진자 51명(사망 2명)
바르나(Varna) 지역 확진자는 유명 DJ로 지인 결혼식에 초청을 받아 이탤리, 스페인을 여행하고 돌아오면서 증상을 보였다고 한다. 3월 17일 24시를 기해 이탤리 및 스페인 발 항공기 입국이 금지되었다.
3월 16일
신규확진자 11명, 누적확진자 62명(사망 2명)
보건부는 신규확진자 가운데 한 명은 영국 국적의 9세 아동이라고 발표했다. 언론 보도에 따르면, 이 아동은 다른 영국인 성인 2명, 아동 3명 그룹에 속하여 함께 지난 13일에 불가리아의 스키 휴양지 반스코에 도착하였다. 그런데 이들 가운데 한 명이 이 아동의 삼촌인데, 그는 영국에서 출발하기 전 코로나 바이러스에 감염된 자매와 접촉을 했다고 한다. 이에 검찰은 반스코, 보로베츠, 팜포로보 등의 스키리조트의 영업을 중지시켰다. 플로브디프(Plovdiv)에서는 코로나바이러스 관련 가짜뉴스를 유포한 사람이 체포되었다.
3월 17일
신규확진자 19명, 누적확진자 81명(사망 2명)
발생 지역은 소피아특별시, 플레벤, 가브로보에 이어 로베츠(Lovech), 페르닉(Pernik), 롬(Lom), 블라고에브그라드(Blagoevgrad)로 확대되었다. 한편, 반스코(Bansko) 스키 리조트 전체가 3월 17일부터 2주간 봉쇄되었다.
3월 18일
신규확진자 11명, 누적확진자 92명(사망 2명)
추가발생지역은 스몰랸(Smolyan), 벨리코 떠르노보(Veliko Turnovo)였다. 스몰랸 확진자는 영국에서 출발하여 16일 불가리아에 입국한 경우였다.
반스코에서 근무하던 스노우보드 강사도 양성 판정을 받았다고 본인이 sns에 공개하였다.
3.18일 0시를 기해 발병위험국16개국  (중국, 이란, 방글라데시, 인도, 몰디브, 네팔, 스리랑카, 스페인, 이탤리, 남한, 프랑스, 독일, 네덜란드, 스위스, 영국, 북아일랜드)으로부터의 입국을 금지했다. 단, 불가리아 국적자 및 불가리아 체류허가증 소유자는 예외로 했다.
3월 19일
신규 확진자 18명, 누적 확진자 110명(사망 3명)
사망자는 80세 여자로 당뇨병이 있던 기저질환자였다. 발생 지역으로는 플로브디프가 추가 되었다.
3월 20일
신규확진자 17명, 누적확진자 127명(사망 3명)
지역은 도브리츠(Dobrich)가 추가되었다. 우리나라의 정은경 중앙방역대책본부장처럼 매일 브리핑을 해주고 있는, 불가리아 방역대책본부장 벤치슬라프 무타프치이스키에 의하면, 이날 현재 바르나 „세인트 마리나” 종합병원에 4명 입원치료, 스몰랸 지역병원에 3명, 플로브디프 „세인트 게오르기” 병원에 2명, 플레벤 대학병원에 4명, 그리고 가브로보, 페르닉, 블라고에브그라드, 부르가스 에 각각 2명씩 치료를 받고 있다고 한다.
보건부 장관령으로 일부 의료품 수출을 금지시켰다.
3월 21일
신규확진자 36명, 누적확진자163명(사망 3명, 완치 3명)
3.8일 최초로 확진자 판정을 받은 플레벤 거주자 2명을 포함, 처음으로 완치자 3명이 퇴원했다. 새로운 발생 지역은 슈멘(Shumen)이다.
신규확진자는 확정적으로 발표하지 않고 부분적으로만 했다. 누적확진자를 기준으로 했을 때 추정치는 36명이며 이는 지금까지 최고로 높은 수치이다.
보건부 장관령 보관됨 2020-03-22 - 웨이백 머신으로 3.21일 0시부터 아래와 같은 조치가 실시된다.
- 공원, 놀이터,  운동장 등등 실내 및 옥외 공공 시설 방문 금지함. (단, 반려견 산책은 허용)
- 내무부는 각 주의 행정중앙도시마다 검문소를 설치하여 시민들의 이동 사유를 확인함. - 업무 상 미룰 수 없어 반드시 이동해야 할 때, 본인 또는 가까운 친지의 건강상의 이유, 또는 영구 주소지로 귀가할 때만 이동을 허가하며 고용주가 발급한 확인서 또는 기타 증빙 자료를 지참
- 60세 이하인 경우,  식료품 가게나 약국 등에 오전 8시 30분-10시 30분사이에 방문을 금지함.

3월 22일
신규확진자 24명, 누적확진자 187명(사망 3명, 완치 3명)
3월 23일
신규확진자 14명(추정치), 누적확진자 201명(사망 3명, 완치 3명)
파자르직(Pazarzhik), 두프니짜(Dupnitsa)가 발생 지역으로 추가되었다.
3월 24일
신규확진자 17명(추정치), 누적확진자 218명(사망 3명, 완치 3명)
3월 13일 국회에 상정되어 입법 절차를 밟고 있었던 '비상사태시 조치에 대한 법'안이 루멘 라데프 대통령의 비토권 행사와 몇몇 수정안을 거쳐 최종본이 확정되고 통과되어 3월 24일에 국보에 게시되었다. 시행일은 이전으로 소급되어 3월 13일부터 유효하다.
한편 이날에는, 소피아 국립합창단 지휘자 루세바씨(78세, 여)가 미국에 살고 있는 아들을 방문하러 피츠버그에 갔다가 그 곳에서 코로나 바이러스에 감염되어 3월 19일 사망했다는 소식이 전해지기도 했다.
3월 25일
신규확진자 24명, 누적확진자 242명(사망 3명, 완치 3명)
3월 26일
신규확진자 22명, 누적확진자 264명(사망 3명, 완치 8명)
보건부는 기한을 3월 말까지로 정했던 상기 모든 장관령에 대해 그 기간을 4월 12일까지 연장한다고 발표했다.
3월 27일
신규확진자 29명(추정치), 누적확진자 293명(사망 3명, 완치 8명)
현재 입원 환자는 99명이며 이 가운데 53명이 소피아특별시에서 진료를 받고 있다. 현재 불가리아 국내에 코로나 바이러스 진단 키트는 7000개가 있으며 24,000명이 격리상태에 있다. 이날 추가적으로 보건부 장관령이 발표되었는데, 확진자가 완치되어 병원을 퇴원했더라도 의무적으로 28일간 자가 격리를 해야 한다는 내용을 포함하고 있다.
3월 28일
신규확진자 38명(추정치), 누적확진자 331명 (사망 7명, 완치 8명)
소피아 소재 피로고프 병원에 입원해 있던 환자가 네번째로 희생되었다.
한편 이틀 전 확진 판정을 받고 병원에 입원하여 치료를 받던 55세의 남성이 이날 사망하였다. 블라고에브그라드 병원에서 치료를 받는 중이었으며, 기저질환은 없었고 입원시에 고열과 기침, 숨이 부족함을 호소했었다고 한다.
6번째 사망자에 대해서는 큐스텐딜 지역에 사는 남성이라는 것 말고는 상세한 내용은 알려지지 않았다.
이어서 같은날 블라고에브그라드 소재 병원에서 74세 여성 환자가 사망했다. 이 7번째 희생자는 폐질환 및 고혈압을 앓고 있었다고 한다.
브리핑 발표에 의하면 확진 판정을 받은 환자들의 연령대는 3세부터 86세까지인 것으로 나타났다.
3월 29일
신규확진자 15명(추정치), 누적확진자 346명(사망 8명, 완치 11명)
7번째 희생자의 딸은 51세로 소피아 소재 의약업체에서 일을 하고 있었는데 아픈 어머니를 챙겨드리기 위해 블라고에브그라드 주에 속해있는 어머니 집에 와 있었다. 그런데 28일 밤에는 그 어머니가 돌아가시고 다음날 아침, 즉 29일에는 그 딸도 같은 병원에서 사망하여 8번째 희생자로 남게 되었다. 24시간 이내에 블라고에브그라드에서 3명이 사망하자, 이 지역 시장은 조치 사항을 잘 준수하도록 더 엄격하게 관리를 하겠다고 언론에 인터뷰를 했다.
한편 수도 소피아에서는 공원에 나온 시민들에 대해 검문을 실시하여 이유없이 산책을 한 경우에 대해 적발조치하고 72명에서 각각 5000레바의 범칙금고지서를 발급하였다.
3월 30일
신규확진자 13명, 누적확진자 359명(사망 8명, 완치 17명)
현재 입원 치료를 받는 환자는 113명이고 그 가운데 13명은 위독한 상태이다. 확진자 가운데 남성은 56%, 여성은 44%, 그리고 평균 연령은 45세인 것으로 나타났다.
지방별 확진자 분포는 다음과 같다.
- Blagoevgrad 11
- Burgas 14
- Varna 17
- Veliko Turnovo 2
- Gabrovo 2
- Dobrich 6
- Karzhali 5
- Kyustendil 2
- Lovech 1
- Montana 7
- Pazarzhik 7
- Pernik 5
- Pleven 9
- Plovdiv 21
- Sliven 4
- Smolyan 7
- Sofia 223
- Stara Zagora 2
- Haskovo 1
- Shumen 3

실내, 옥외 공공장소에서는 의무적으로 마스크를 써야한다는 장관령이 발표되었다.
성금 마련을 위한 보건부 계좌로 현재 1920346레바가 모였다.
3월 31일
신규확진자 40명(추정치), 누적확진자 399명(사망 8명, 완치 17명)
확진자 가운데 20명이 의료진이다.
하루 전에 발표한 '마스크 착용 의무화' 장관령은 여론의 반대로 취소되었다. 대신에 보건부는 무증상감염자도 있을 수 있으니 가급적 실내 및 실외 공공장소, 특히 대중교통 이용시에는 마스크를 써 줄것을 권고했다.
4월 1일
신규확진자 23명, 누적확진자 422명 (사망 10명, 완치 20명)
확진자의 평균 연령은 49세이며, 완치자 20명의 연령대는 27세부터 80세까지이다.
9번째 사망자는 57세 남성으로 평소 심하지 않은 고혈압이 있었으며 독일에서 귀국한지 얼마 되지 않았었다고 한다. 10번째 사망자는 40세 남성으로 기저질환은 없었으며 코로나 바이러스 양성 판정시 양쪽 폐에 폐렴이 있었는데, 이날 갑작스럽게 심장마비로 사망했다.
4월 2일
신규확진자 25명(추정치), 누적확진자 457명 (사망 10명, 완치 25명)
지역별로는 비딘(Vidin)에 처음으로 확진자가 발생했다. 66세 남성으로 고열과 심한 기침으로 병문을 방문하고 판정을 받았다.
한편 국회 의원 2명이 코로나 바이러스 양성 판정을 받았다는 소식이 전해졌다.
보리소프 총리는 비상상태를 한 달, 즉 5월 13일까지 연장하는 방안을 국회에 상정하겠다고 발표했고, 이어서 주요 부처별로 브리핑을 했는데, 교육부에서는 학생들이 학교에서 수업할 수 있는 시기는 빨라야 5월 14일 될것이라고 발표했다.
4월 3일
신규확진자 28명(추정치), 누적확진자 485명(사망 14명, 완치 30명)
이날 4명이 사망하였다. 11번째 희생자는 81세 남성으로 7일전에 병원에 입원하였으며 양쪽 폐렴이 급속도로 번져나갔다고 한다. 12번째 희생자는 58세 남성으로 하루 전날 심한 폐렴 증상으로 병원에 방문했었다. 13번째 희생자는 만성적 림프성 백혈병을 앓고 있던 기저질환자다. 14번째 희생자는 83세 여성으로 고지혈증과 당뇨병을 앓고 있었다.
40개소 의료 시설에서 코로나 바이러스 감염증과 맞서 제1선에서 일하는 1700명의 의료진은 3월 급여외에 각각 1000레바의 추가임금을 받았다.
국회는 전날 총리가 제안한 비상사태연장을 놓고 찬반 투표를 하여, 찬성 122, 반대 47, 기권7표로 통과시켰다. 이로써 비상사태는 5월 13일까지 연장될 예정이다.
4월 4일
신규확진자 18명 , 누적확진자 503명(사망 17명, 완치 34명)
3명이 사망하였다. 15번째 희생자는 48세 여성으로 당뇨병이 있었고, 16번째 희생자는 54세 남성으로 당뇨 및 고혈압이 있었으며, 17번째 희생자는 86세 남성으로 심장병이 있었다.
4월 5일
신규확진자 28명(추정치), 누적확진자 531명(사망 20명, 완치 37명)
3명이 사망하였다. 18번째 희생자(49세, 남)은 입원한 당일 사망하였으며, 19번째 희생자(75세, 여)는 만성적 폐쇄성 폐질환 및 고혈압을 앓고 있었으며, 20번째 희생자(60세, 여)는 간질환, 허혈성 심장질환 및 고혈압을 기저질환으로 가지고 있었다.
불가리아에서는 2020.1.28일 '국립기준연구소'에서 처음으로 코로나바이러스 판정 테스트를 시작한 이래 지금까지 테스트 건수는 총 15,899건이다. 테스트 기관별 검사량은 다음과 같다.
국립기준연구소 - 5037
국방대학교병원 - 2767 및 신속간이테스트 1250
스타라자고라 연구소 - 1400
바르나 연구소 - 825
부르가스 연구소 - 300
(민영) 도쿠다 병원 - 470
(민영) 소피아메드 종합병원 - 750
(민영) 라무스 연구소 - 3100
4월 6일
신규확진자 18명, 누적확진자 549명(사망 22명, 완치 39명)
2명이 사망하였다. 21번 희생자는 72세 여성으로 여러 가지 기저 질환이 있었고, 21번 희생자는 90세 여성으로 당뇨, 심장병, 만성적 폐쇄성 폐질환 및 합병증 등이 있었다.
확진자 가운데 의료진은 30명이다.
보건부는 '국립코로나바이러스 정보센터'를 개시하기에 앞서 테스트를 하고 있다고 발표했다.
2020.4.6일자 장관령을 통하여 임시적 입국 금지조치를 확인하고, 특히 화물 등 운송업체 종사자들에 대한 규정을 보완했다.
<주요 기사>
- 소피아특별시 및 소피아주 응급센터에는 940명이 근무를 하는데 2주전 1명의 의료진이 양성판정을 받아 직원들에 대한 검사를 진행, 현재까지 101명이 검사를 마친 가운데 6명이 동시에 양성 판정을 받았다. 이들이 최근 24시간 동안 방문한 곳은 600여곳 이상이며, 각 주소지마다 조사를 시작했다. 그런데 한 주소지에 다수의 사람들이 있는 경우도 있어서 그 결과를 조심스럽게 지켜보고 있다.[13]
- 바르나 시청은 노약자들에게 마스크를 우편으로 보내주고 있다. 현재까지 10,000 개의 주소지에 약 15,000명에게 마스크를 전달했는데 목표치는 32,000개의 주소지라고 한다.[14]
- 비상상태 기간 동안 국회의원, 장관 및 국가주요기관 기관장은 급여를 전액 반납하기로 결정했다. 의료보험료, 국민연금등 사회보장비는 원천징수로 납부하되, 실제수령액은 모두 보건부로 기증한다는 방안이 채택되었다.[15]

4월 7일
신규확진자 28명, 누적확진자 577명(사망 23명, 완치 42명)
23번째 희생자는 36세 남성으로 3월 30일 입원했으며, 수년 전 교통시설 건설업 일을 하던 중 얻은 질환(폐 섬유증 및 기관절개)을 가지고 있었다.
확진자 연령대는 1세부터 90세까지로 폭이 더 넓어진 것으로 나타났다.
국회는 4월 4일 여당이 발의한 비상사태법 개정안을 최종 통과시켰다. 주요 변경내용은 벌금 완화로, 공원에서 적발될 경우에는 300-1,000레바, 재적발된 경우는 1,000-2,000레바로 낮추었다. 단, 강제격리를 위반하는 경우에는 5,000레바를 그대로 유지한다.
또한 국회는 예산변경안을 통과시켰다.이에 따르면, 정부부채 상한선이 기존 3.5밀리아드 레바에서 10 밀리아드 레바로 높아졌다. '실업자' 공단에 1.4 밀리아드 레바를 지원한다. 어려워진 기업의 임금 일부를 지원해주는 방안을 보완하여, 급여 일부 및 사회보장보험비(고용주가 부담해야 하는 피고용인의 사회보장보험비)를 지원해준다.
4월 8일
신규확진자 16명, 누적확진자 593명(사망 24명, 완치 42명)
24번째 희생자는 65세 남성으로 처음에 폐렴이 확인되었고 이에 즉시 코로나 바이러스 테스트를 받아 양성 판정을 받았으며, 3월 26일부터 입원치료를 받고 있었다.
4월 9일
신규확진자 25명, 누적확진자 618명(사망 24명, 완치 48명)
4월 10일
신규확진자 17명, 누적확진자 635명(사망 15명, 완치 54명)
25번째 희생자는 44세 여성으로 만성적 신장 질환, 고혈압, 빈혈으로 9년간 치료를 받아온 기저질환자였다.
비상사태 연장에 대한 절차를 모두 완료, 이날 보건부는 비상사태를 5월 13일까지 연장한다고 공식 발표하였다.
4월 11일
신규확진자 26명, 누적확진자 661(사망 28, 완치 62)
26번째 희생자는 65세였고, 이틀 전 양성 판정을 받았었다.
27번째 희생자는 73세 여성으로 당뇨병 질환이 있었고, 28번째 희생자는 73세 남성으로 고혈압을 기저질환으로 가지고 있었으며 8일전부터 입원 치료를 받고 있었다.
브리핑에서 보리소프 총리는 4월 12일부터 4월 26일까지 모든 시민은 실내, 야외 가릴 것 없이 모든 공공장소에서(대중 교통, 상가, 공원, 정류장, 교회, 수도원 등) 마스크 또는 대치물을 사용하여 코와 입을 막고 다녀야 한다고 발표했다. 이는 4월 12일 기독교 축일 종려주일이며, 이를 시작으로 해서 성고난주일을 지나 4월 19일(일) 부활절을 맞고, 이어 그 다음주도 전례가 이어지기 때문인 것으로 해석되고 있다. 불가리아에서는 크리스마스보다도 부활절이 더 큰 축일로 여겨지며, 성 고난주일 내내 전례가 있고, 부활절 당일에는 특히 대규모 군중들이 성당에서 야간전례(토요일 밤에서 일요일 0시를 넘어감)에 참석하기 때문이다.
4월 12일
신규확진자 14명(추정치), 누적확진자 675(사망 29, 완치 62)
29번째 희생자는 58세 남성으로 천식, 고혈압, 당뇨병 기저질환자로 4월 4일부터 입원 치료를 받고 있었다.
4월 13일
신규확진자 20명(추정치), 누적확진자 685명(사망 32명, 완치 71명)
30번째 희생자는 68세 여성으로 평소 여러 가지 기저 질환을 앓고 있었다고 한다. 반면 31번째 희생자는 38세 남성이었고 평소 건강에 문제가 없었던 것으로 밝혀졌다. 32번째 희생자는 43세 남성으로 평소 당뇨병을 앓고 있었다.
4월 14일
신규확진자 28명(추정치), 누적확진자 713명(사망 35명, 완치 81명)
31번째 희생자는 86세 남성으로 만성적 신장기능장애, 뇌혈류 이상, 고혈압 등 기저질환이 있었다. 32번째 희생자(85세 남), 33번째 희생자(73세 여)는 공통적으로 당뇨병을 앓고 있었다.
누적확진자 가운데 18세 이하는 27명이고, 특히 이들 가운데 10세 이하는 14명이었다.
4월 15일
신규확진자 34명, 누적확진자 747명(사망 36명, 완치 105명)
36번째 희생자는 59세 여성으로 고혈압 및 간경변 질환을 앓고 있었다.
4월 16일
신규확진자 53명, 누적확진자 800명(사망 38명, 완치 122명)
37번째 희생자는 70세 남성으로 평소에 고혈압이 있었고 기관지절개술 경력이 있었다. 38번째 희생자는 64세 남성으로 고혈압 기저질환자였다.
확진자 가운데 입원치료 환자는 227명, 그 가운데 37명이 집중치료실에서 치료를 받고 있으며, 감염자 가운데 의료진은 모두 48명인것으로 나타났다.
4월 17일
신규확진자 46명, 누적확진자 846명(사망 41명, 완치 122명)
39번째 희생자는 62세 여성으로 고혈압, 당뇨 기저질환자이며, 40번째 희생자는 68세 여성으로 심장계 질환 및 당뇨병을 앓고 있었다. 41번째 희생자는 74세 남성으로 당뇨, 고혈압 및 심혈관계 질병이 있었다. 감염자 가운데 의료진은 60명인것으로 나타났다.
4월 18일
신규확진자 32명, 누적확진자 878명(사망 41명, 완치 153명)
16:30 현재까지 총 26,417건의 진단테스트를 했다.
4월 19일
신규확진자 16명, 누적확진자 894명(사망 42명, 완치 161명)
42번째 희생자는 62세 남성으로 평소에 만성적인 폐질환을 앓고 있었다고 한다.
4월 20일
신규확진자 35명, 누적확진자 929명(사망 43명, 완치 167명)
43번째 희생자는 66세 남성으로 두 달전 안과 수술을 받은 병력이 있었다. 지방별 확진자 수는 다음과 같다: Blagoevgrad – 21; Burgas-33; Varna-25; Veliko Turnovo-11; Vidin-23; Vratsa-2; Gabrovo-4; Dobrich-13; Kardzhali-13; Kyustendil-21; Lovech-2; Montana-18; Pazardzhik-16; Pernik-8; Pleven-18; Plovdiv-38; Ruse-7; Silistra-2; Sliven-22; Smolyan-33; Sofia-545; Stara Zagora-32; Haskovo-14; Shumen-4; Yambol-4
4월 21일
신규확진자 46명, 누적확진자 975명(사망 45명, 완치 167명)
44번째 희생자는 남성으로 당뇨병을 앓고 있었고, 45번째 희생자는 남성으로 심장 및 폐기능 저하로 사망했다.
의료진 감염자수는 80명에 이르렀다.
부활절 연휴기간(4.17-4.20) 일시적으로 적용했던 소피아특별시 비업무용 차량 출입에 대한 통행금지제가 금일부터 풀려 간편신고서를 제출하면 출입이 가능하게 되었다.
4월 22일
신규확진자 49명, 누적확진자 1024명(사망 4명, 완치 174명)
46번째 희생자(77세 여성), 47번째 희생자(49세 남성)은 모두 기저질환이 없는 경우였다. 48번째 희생자는 87세 여성으로 급성 신장기능저하가 있었고, 49변째 희생자는 53세 남성으로 호흡기 질환이 있었다.
4월 23일
신규확진자 73명, 누적확진자 1097명(사망 52명, 완치 190명)
51번째 희생자는 71세 여성으로 당뇨병, 간질, 뇌혈관계 질병을 가지고 있었으며, 52번째 희생자는 71세 여성으로 평소에 만성적인 신장기능 저하가 있었다. 53번째 희생자는 85세 여성으로 당뇨병 등 기저질환을 가지고 있었다.
무슬람교 종교축일 라마잔 바이람을 맞아 특별한 업무상 목적이 없이 불가리아로 입국하는 것을 방지하기 위해 23일 밤 0시부터 26일까지 터키로부터 입국하는 차량 및 통행인의 입국이 금지된다.
4월 24일
신규확진자 91명(추정치), 누적확진자 1188명(사망 53명, 완치 193명)
53번째 희생자는 95세 남성으로 고혈압, 대동맥 경화증을 기저질환으로 가지고 있었고 54번째 희생자는 73세 여성으로 만성적인 폐질환들을 앓고 있었다. 의료진 감염자 수는 127명이다.
야외 및 실내 공공장소에서 의무적으로 마스크를 착용해야 한다는 조치 기한을 4월 26일에서 5월 13일까지로 연장했다.
4월 25일
신규확진자 59명, 누적확진자 1247명(사망 55명, 완치자 197명)
55번째 희생자는 81세 남성으로 평소에 만성적으로 폐, 심장 질환 및 고혈압이 있었다.
4월 26일
신규확진자 53명, 누적확진자 1300명(사망 56명, 완치자 205명)
56번째 희생자는 사회당(BSP) 소속으로 2015-2019간 Burgas 시의원으로 활동했던 Kiril Petrov(70세 남성)이다. 그는 20일전 소피아 소재 병원에서 안과 수술을 받는 과정에서 감염되었음이 밝혀졌다.
현재 입원환자는 301명, 이 가운데 집중치료를 받고 있는 환자는 41명이다. 의료진 감염자수는 138명이다.
보건부는 3.20일 발표했던 공원산책 금지령을 조건부로 완화하여, 12세까지의 아동을 동반한 가족 성인 2명까지는 09:30-18:30사이에 공원에서 산책을 할 수 있으나, 반드시 마스크를 착용하고 다른 사람들과의 거리를 최소 2.5미터 유지해야 하고, 풀밭이나 나무표면(벤치) 등에 접촉을 하면 안되며, 술을 마실 수 없다.
4월 27일
신규확진자 63명, 누적확진자 1363명(사망 58명, 완치 206명)
비딘에서 57번 희생자(77세, 여), 58번 희생자(72세, 남)가 발생했다.
4월 28일
신규확진자 36명, 누적확진자 1399명(사망 58명, 완치 222명)
4월 29일
신규확진자 48명, 누적확진자 1447명(사망 64명, 완치 243명)
59번째~64번째 희생자는 각각 60세 여성, 58세 , 여성, 70세 남성, 75세 남성, 55세 여성, 그리고 한 명의 남성(연령정보 없음)으로, 모두 심장병, 고혈압, 눈병, 폐기능약화, 지방간, 심방세동 등의 기저질환자들이었다.
3월 13일부터 온라인수업으로 대체중인 학교 수업에 대해 교육부는 최종적으로 이번 학년 과정을 온라인으로 마치겠다고 발표했다. 단, 고등학교 입학을 위한 전국연합고사를 볼 때에 학교에 등교를 할 예정이며, 구체적인 날짜는 추후 발표할 예정이다.
4월 30일
신규확진자 59명, 누적확진자 1506명(사망 66명, 완치 266명)
65번째 희생자는 Pleven 지역의 43세 여성, 66번째 희생자는 Vidin 지역의 73세 남성으로 신부전증 등 기저질환이 있었다.
5 월 1일
신규확진자 47명, 누적확진자 1555명(사망 68명, 완치 266명)
공원, 정류장, 길거리 등 실외 공공장소에서 마스크 착용 의무가 해제되었다. 단 사회적거리를 준수하고 대면접촉시에는 마스크등 필요한 조치를 취할 것을 권고했다.
국립공원, 자연공원 등 방문 금지도 해제되었다.
67번째 희생자는 64세 남성으로 평소 폐질환을 앓고 있었으며, 68번째 희생자는 65세로 눈병을 앓고 있었다.
5월 2일
신규확진자 39명, 누적확진자 1594명(사망 72명, 완치 287명)
69번째 희생자는 Sliven 거주 43세 여성으로 감염과에 근무하는 의사였다. 70번째, 71번째, 72번째 희생자는 각각 68세 남성(Blagoevgard), 80세 남성(Vidin), 82세 여성(Pleven)으로 모두 기저질환자였다.
의료진 감염자수는 174명이다.
5월 3일
신규확진자 24명, 누적확진자 1618명(사망 74명, 완치 308명)
73번째 희생자는 의사(여성, 61세)로 2주전 코로나 바이러스 완치를 판정(2회 연속 음성 판정)받았으나 하루 전인 5월 2일 갑자기 건강상태가 악화되 치료를 시작했으나 폐기능 약화 및 합병증으로 사망했다.
74번째 희생자는 Vidin 지역의 64세 남성으로 눈병을 앓고 있었다.
보건부는 레스토랑의 옥외 테이블 영업을 허가했다. 단, 테이블간 최소 2.5미터 거리 유지, 직원은 마스크를 반드시 착용하고, 잘 보이는 곳에 세정제를 비치하고, 철저하게 소독하는 등 엄격한 조건을 준수해야 한다.
테니스, 골프 등 야외 스포츠 활동도 일정 조건하에 개장이 가능해졌다.
수영장도 체온 측정 등 엄격한 조건 준수시 개장이 가능하다.
5월 4일
신규확진자 34명, 누적확진자 1652명(사망 79명, 완치 321명)
75번째 희생자는 48세 남성으로 눈병이 있었다.
76번째 희생자는 82세 남성으로 만성적인 신장 질병이 있었다. 77번째, 78번째, 79번째 희생자는 각각 69세 남, 78세 남, 55세 여성으로 뇌혈류계통 질병, 당뇨, 고협압 등의 기저 질환자였다.
5월 5일
신규확진자 52명, 누적확진자 1704명(사망 81명, 완치 342명)
80번째, 81번째 희생자는 각각 80세, 61세 남성으로 모두 당뇨병 기저질환자였다.
5월 6일부터 도시가 이동제한이 풀린다.
5월 6일
신규확진자 74명, 누적확진자 1778명(사망 85명, 완치 360명)
희생자 정보는 다음과 같다. 78세 남성, 61세 여성, 67세 남성(당뇨병), 70세 남성.
5월 7일
신규확진자 51명, 누적확진자 1829명(사망 85명, 완치 360명)
5월 8일
신규확진자 43명, 누적확진자 1872명(사망 87명, 완치 401명)
희생자는 84세 남성, 52세 여성으로 공통적으로 고혈압이 있었다.
5월 9일
신규확진자 49명, 누적확진자 1921명(사망 91명, 완치 422명)
입원 환자는 380명이고 이 가운데 49명이 집중치료를 받고 있다. 의료진 감염자 수는 206명이다.
희생자는 각각 86세 남성(당뇨), 74세 남성(눈병), 66세 남성(눈병), 80세 남성(심장병)으로 모두 기저질환자였다.
5월 10일
신규확진자 44명, 누적확진자 1965명(사망 92명, 완치 444명)
92번째 희생자는 Silistra 거주 72세 남성으로 평소에 심장 및 폐 관련 질환을 앓고있었다.
의료진 감염자 수는 209명으로 11%에 달한다.
5월 11일
신규확진자 25명, 누적확진자 1990명(사망 94명, 완치 461명)
금일부터 박물관, 도서관, 갤러리 입장이 허용된다. 문화 행사는 야외 공연 조건으로 허용되고 영화극장 상영도 허용되나, 최대 수용인원의 30%까지만 입장할 수 있다.
희생자는 각각 78세 남성, 53세 남성이었다.
5월 12일ㅇ
신규확진자 33명, 누적확진자 2023명(사망 96명, 완치 476명)
희생자는 각각 43세 남성, 83세 남성으로 당뇨 등 모두 기저질환자였다.

## 같이 보기
- 나라별 코로나19 범유행
- 유럽의 코로나19 범유행